# Lavice (nábytek)

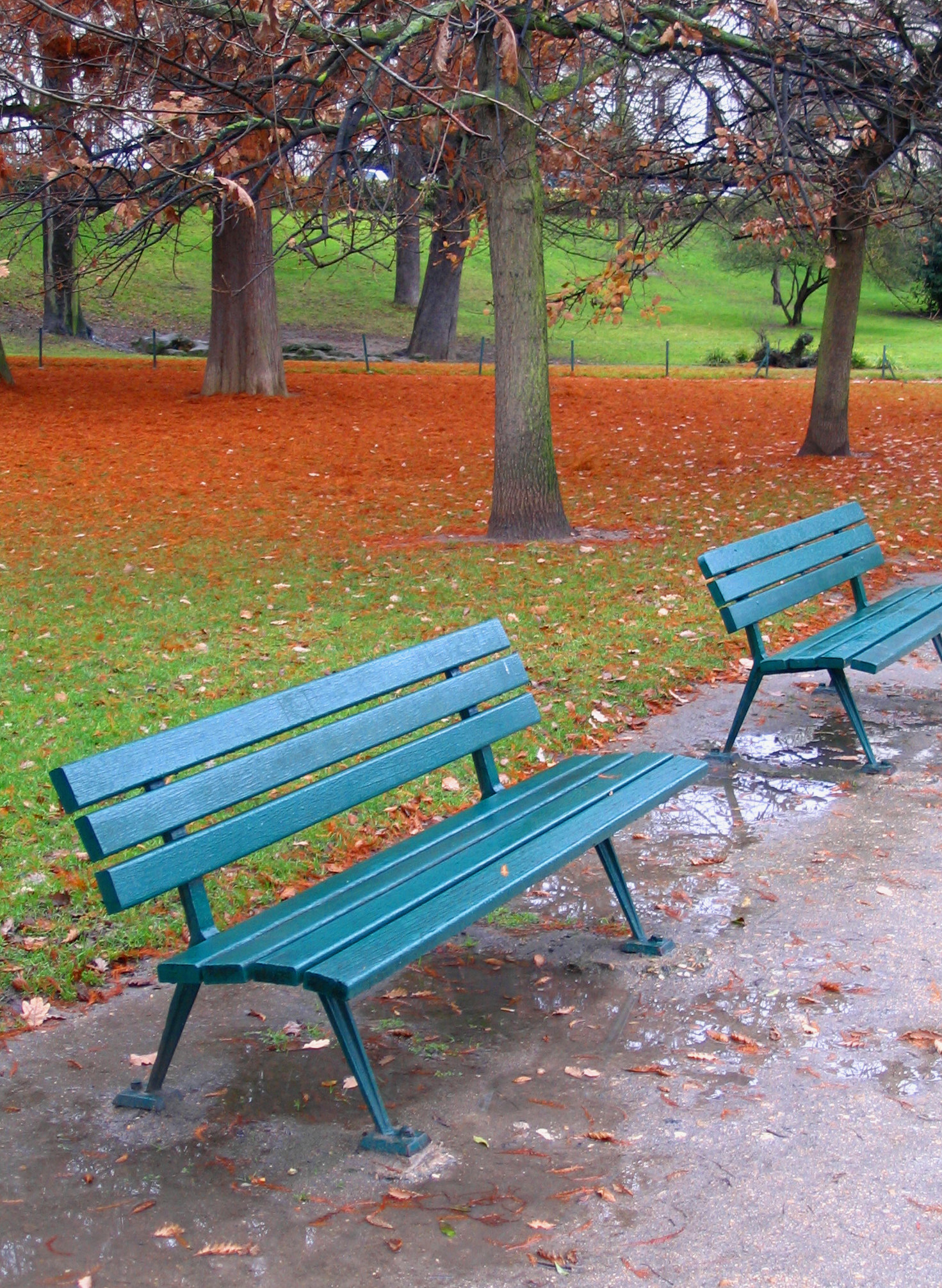
Parková lavička

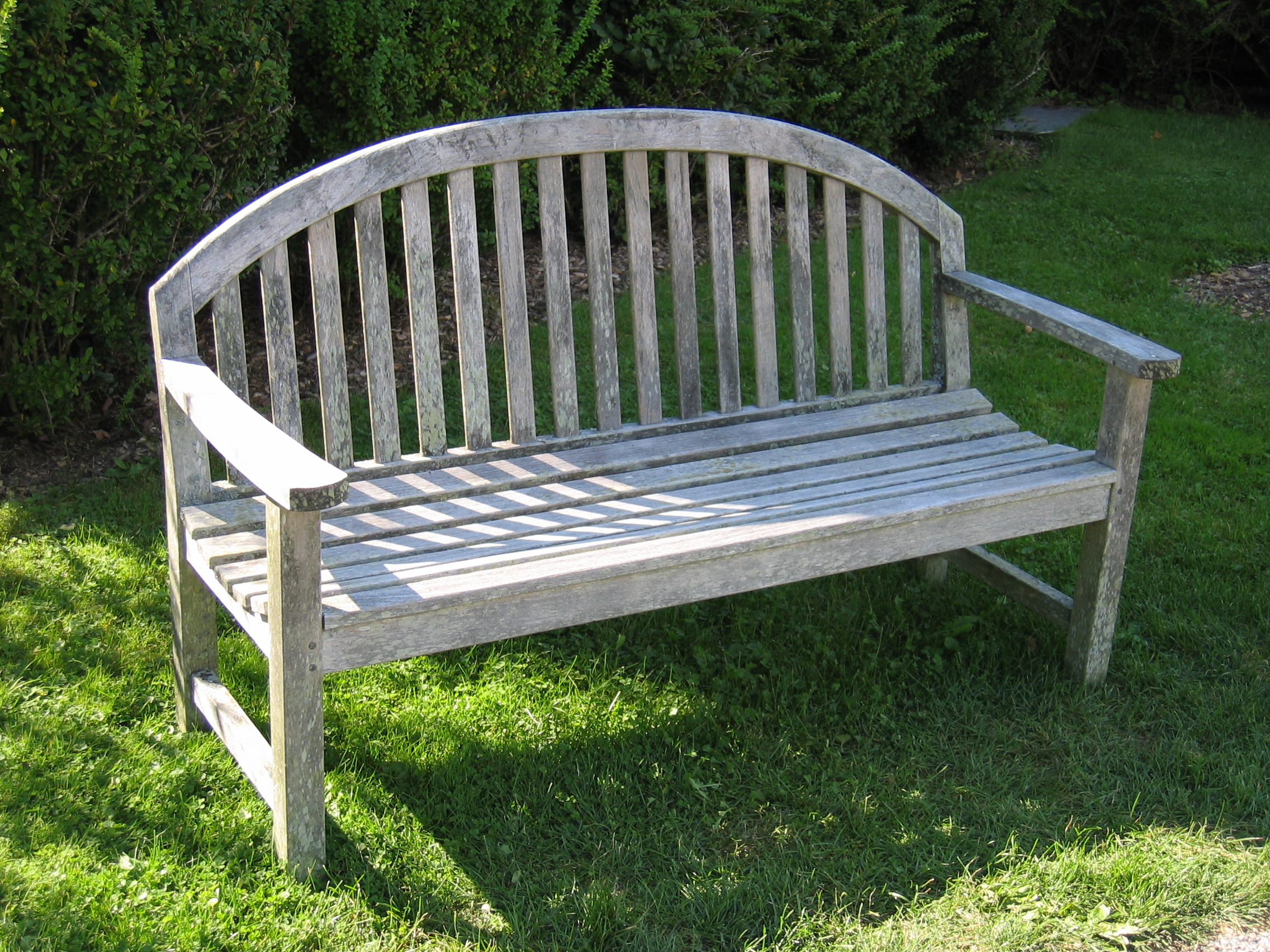
Parková lavička s područkami

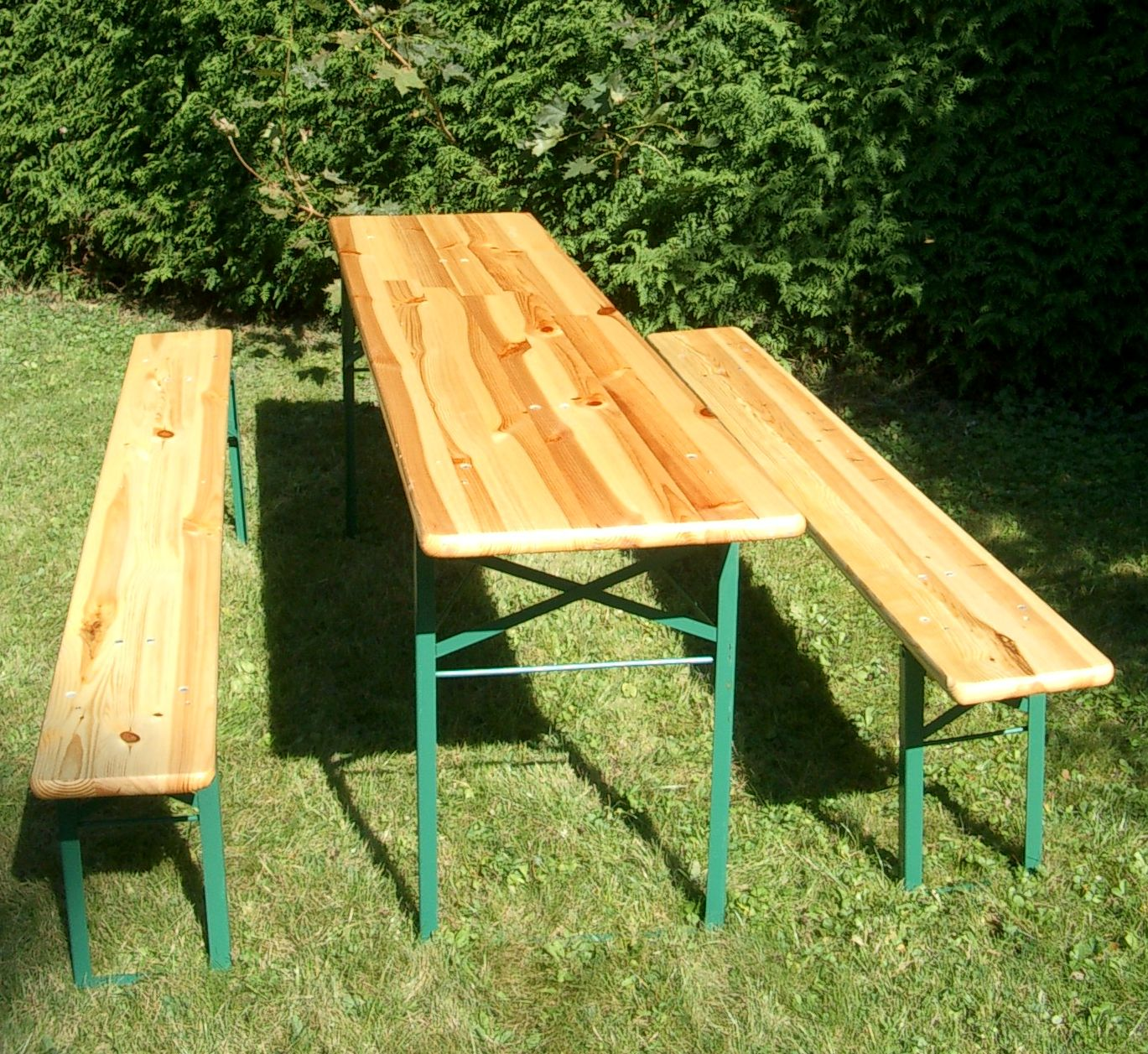
Přenosná zahradní lavička

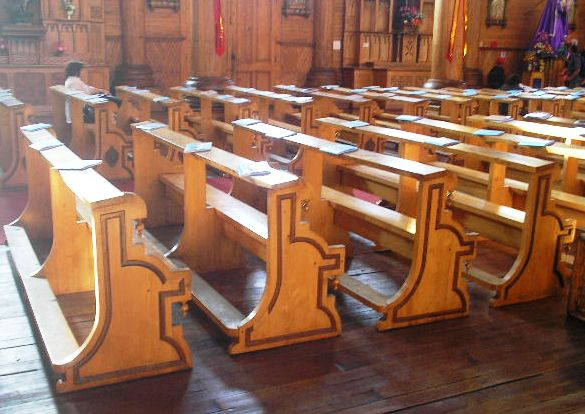
Kostelní lavice

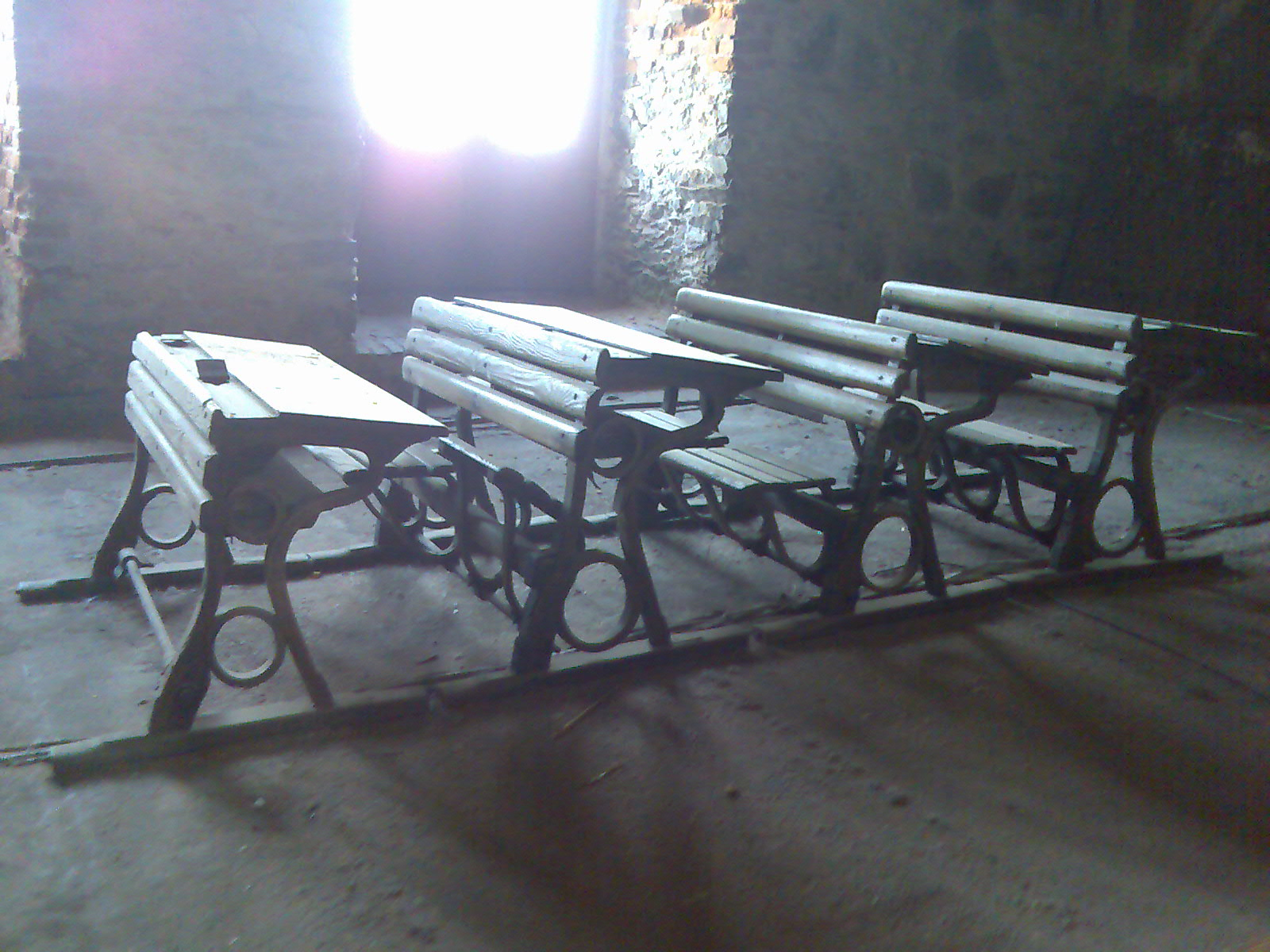
Historická školní lavice

Lavice je sedací nábytek, který většinou slouží k sezení více osobám.

## Historie
Lavice je nejstarší typ nábytku sedacího, lehacího a úložného. Ve středověkém domě všechny tyto funkce plnila truhla. Zhotovovala se z dřevěných prken. V pozdním středověku se k ní začalo přidávat opěradlo, často sklopné, nebo otočné podle potřeby na jednu či druhou stranu. Přenosná lavice (italsky banca) byla základní pomůckou prodejců na tržišti, lavice znamenala také pult. Výčet prodejců na středověkém tržišti zahrnoval vždy chlebné lavice a řeznické lavice.

## Materiály
Tradiční
- dřevo - Dřevěné lavice mohou být zhotoveny z kulatiny, z fošen, prken nebo latí; módní lavice se zhotovují i ze zrušených železničních pražců
- proutí, ratan, bambus - zpravidla součást sedací soupravy zahradního nábytku
- kámen,
- Kovy: zvl. železná litina, dural

Moderní
- Beton
- Plasty

## Typy lavic
- Parková lavička (moravsky lavečka) – veřejně a ve volném prostoru nainstalované lavičky poskytují místo k sezení pro tři až pět osob. V některých lokalitách sponzorují nákup a instalaci parkových laviček soukromé osoby. Jejich jméno je potom uvedeno na štítku připevněném k lavičce. Obvykle bývají nainstalovány na veřejných prostranstvích, kde je předpokládán pohyb většího počtu osob, v parcích, zahradách, lesoparcích, zoologických a botanických zahradách, na náměstích, nádražích, dětských hřištích, tramvajových a autobusových zastávkách, v prostorách naučných stezek, v čekárnách všeho druhu včetně zdravotnických zařízení apod. Tyto lavičky ale slouží i v neveřejných privátních prostorách zejména pro relaxaci a oddech – zahradní lavička.
- Přenosná lavice – má sklopné nohy a využívá se jako součást dočasných zařízení pro stravování nebo konzumaci nápojů. Především při sportovních akcích nebo hudebních festivalech pořádaných mimo trvalé areály. Zvláštní typ je skládací ze dvou laviček s jedním stolkem, často z duralových trubek (též jako cestovní kempinková lavička).
- Rohová lavice – využívá se ve stravovacích zařízeních a v domácnostech jako sedací nábytek k jídelním stolům. Skládá se ze dvou kolmo stojících částí spojených rohovým spojem. Pod vyklápěcím sedákem mívá úložný prostor.
- Kostelní (chrámové) lavice – uvnitř kostela, někdy vybaveny polštářkem, zřídka jsou čalouněné. V katolických kostelích bývají vybaveny přídavným klekátkem. Rozlišují se:
  - Řadové lavice pro věřící lid
  - Patronátní lavice - pro patrona či stavebníka chrámu
  - Chórové lavice pro řeholníky
  - Konšelská lavice - pro členy městské rady
- Školní lavice – jako školní lavice se původně označoval komplet sedacího nábytku s psacím stolkem pro školáky. Typické bylo vybavení psací desky kalamářem (nádržkou na inkoust), žlábkem pro odkládání per a tužek, přihrádkou na tašku či knížky a sklápěcím sedátkem. Pro zachování pořádku bývaly přišroubovány k podlaze. V některých školách bývaly lavice cti a lavice hanby pro vyznamenání nebo potrestání žáků[2]. V současné Evropě jsou zachovány jen v muzeích; v dnešních školních třídách se užívají stoly a židle, na něž bylo ze zvyku přeneseno pojmenování lavice. V rozvojových zemích Afriky, Asie a jižní Ameriky se tradiční školní lavice stále používají.
- Houpací lavice - zahradní či parková, skládá se ze dvou protilehlých symetrických laviček se společnou podlážkou, bývá zavěšena na rámu se dvěma háky
- Chaise longue (z franc., šéz long:) - česky dlouhá lavice, stylová, zejména rokoková a klasicistní pohovka, je čalouněná, s prodlouženým sedadlem pro natažení nohou
- Bankálová lavice - široká římsa parapetu okna středověké stavby, která slouží k sezení

## V přeneseném slova smyslu
- Poslanecká lavice - standardní vybavení jednacího sálu v parlamentu, sedávají na něm poslanci nebo senátoři.
- Trestná lavice - součást sportovního zařízení, usedají na ni vyloučení hráči v kolektivních sportech.
- tesařská lavice - někdy označuje pracovní stůl řemeslníka – tesaře nebo truhláře.